# Свобода (Пазарджицька область)
Свобода́ (болг. Свобода) — село в Пазарджицькій області Болгарії. Входить до складу общини Стрелча.

## Населення
За даними перепису населення 2011 року у селі проживали 175 осіб, усі — болгари.
Розподіл населення за віком у 2011 році:
Динаміка населення: